# Catgut

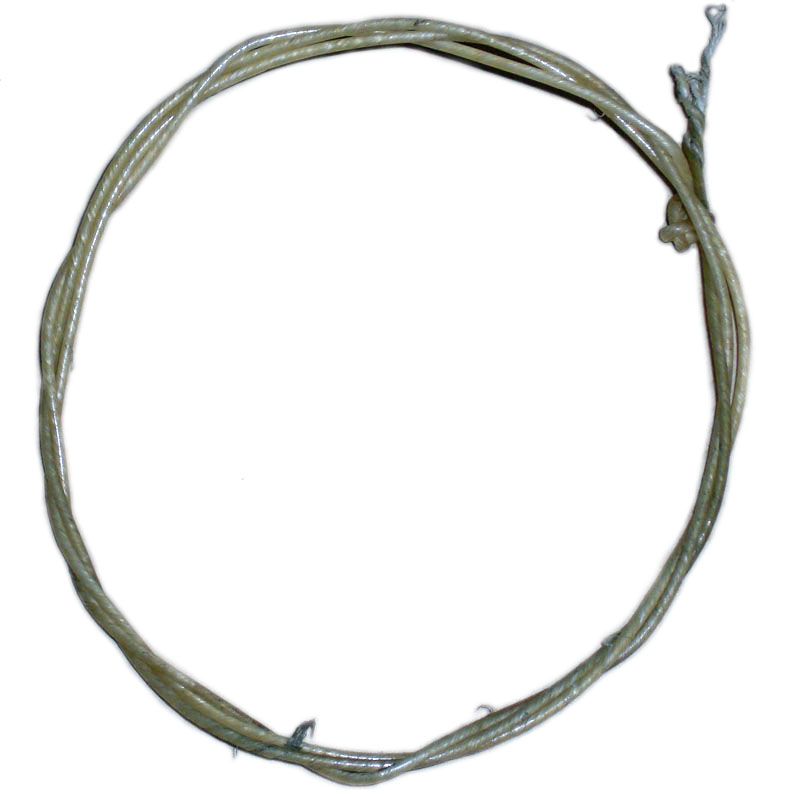
Corda de violoncel feta de budell animal.

En cirurgia, el catgut és una mena de fil estèril fet a partir dels budells de diversos mamífers (ovella, cabra, bou...) emprat per a suturar i que és fàcilment reabsorbible.
Joseph Lister fou el pioner en l'ús del catgut com a fil de sutura en cirurgia. Aquest avenç important fou eclipsat per altres aportacions seves, encara més notables. El catgut ha estat reemplaçat per polímers sintètics absorbibles com l'àcid poliglicòlic (Dexon, Safil), la poliglactina 910 (Vicryl) i polidioxanona (PDS II). Ja no s'utilitza en absolut per a la cirurgia humana en alguns països; així a Europa i Japó, les sutures intestinals han estat prohibides a causa de la preocupació que podrien transmetre l'encefalopatia espongiforme bovina (EEB o malaltia de les vaques boges), encara que els ramats d'on s'extreu el catgut tinguin certificats d'estar lliures d'EEB.

## Etimologia
Malgrat les aparences –en anglès, cat significa gat i gut significa budell– el catgut no s'ha fabricat mai a partir dels intestins de gat, això només és una etimologia popular. En anglès, l'etimologia romàn obscura. Hi ha teories que diuen catgut derivaria de kitgut, amb el significat de «corda de violí» (de kit, paraula gal·lesa per a violí). Un altre origen hipotètica és cattle gut, budell de bestiar.
En català, el terme catgut s'utilitza només a l'àmbit medical. El significat anglès és més ampli i pot referir-se a les cordes per a instruments musicals,cordes d'arc, cordes usades en rellotges i màquines, ...). També és relativament freqüent l'ús, en anglès, de catgut en substitució de silkworm gut, corresponent al pèl de cuc català.

## Cordes per a instruments musicals
En anglès, la paraula catgut s'utilitza també per indicar cordes per a instruments musicals fetes a partir d'intestins, però no en català. Aquest ús està documentat des de temps molt antics. En troballes arqueològiques corresponents a l'antic Egipte i Babilònia, tradició continuada a l'antiga Grècia i la Roma clàssica i a Occident el Barroc fins a la invenció de la corda de piano primer, i el descobriment de fibres sintètiques (niló, perló...). En els temps actuals hi ha un ús minoritari però significatiu en instruments per a concerts de música d'època (medieval, barroca...). Hi ha hagut una llarga tradició de fabricació de cordes a base de budell a Catalunya. Les cordes catalanes eren exportades i apreciades arreu.

## Llinyes de pesca
Els fils emprats en la pesca (llinyes) són actualment de materials sintètics (niló i altres). Abans de la popularització dels polímers artificials els fils més freqüents eren cordills de fibres naturals, principalment de cànem. Hi ha referències notables pel que fa al seu ús en èpoques relativament recents. Des de temps molt antics, l'ham i la llinya podien anar units per un tros de fil de pèl de cuc o pèl de cuca, un fil molt resistent i relativament transparent. Així, suposadament, el peix només veia l'ham i l'esquer per ser el pèl de cuc pràcticament invisible dins l'aigua. (Una referència anecdòtica és la de Samuel Pepys al pèl de cuc, anomenat "minikin", per les cordes de Múnic per a instruments musicals. Segons alguns es tractaria de silkworm gut –pèl de cuc– mentre que altres opinen que eren de budell vernissat).
Abans de la introducció del pèl de cuca, els braçolins (leaders en anglès) invisibles que unien l'ham i la llinya, es feien de crin de cavall de color blanc.
El pèl de cuc o pèl de cuca és un fil molt resistent i imputrescible fabricat a partir del "budell" o les glàndules del cuc de seda. En molts centres productors de seda hi havia una indústria complementària que subministrava el fil indicat. El pèl de cuc s'utilitzava també com a fil de sutura en cirurgia. Just abans del declivi, per aparició de fils sintètics, una regió important en la producció de hijuela (pèl de cuc) fou Múrcia.